# Hydatina zonata
Hydatina zonata is een slakkensoort uit de familie van de Aplustridae. De wetenschappelijke naam van de soort is voor het eerst geldig gepubliceerd in 1786 door Lightfoot.